# 玉泉汽水

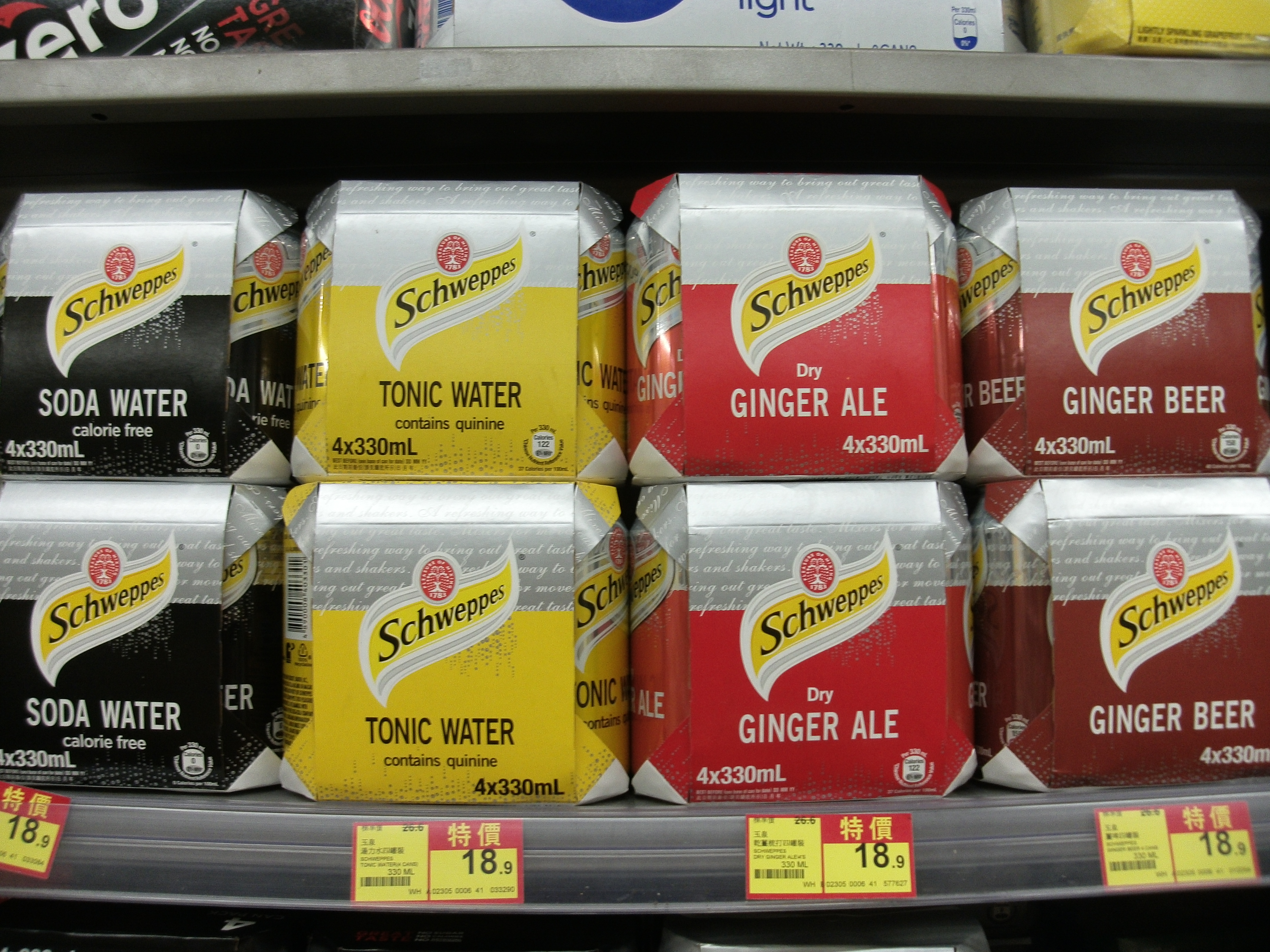
由左至右：梳打水、湯力水、乾薑梳打、薑啤

玉泉（英語：Schweppes）為美國克里格胡椒博士旗下之饮料品牌。
旗下產品有忌廉汽水、苦檸檬、湯力水、薑啤、梳打水、乾薑汁汽水（Dry Ginger ale）等等。

## 销售与生产
可口可樂公司於澳門、中國大陸、歐洲、阿根廷、巴西、哥倫比亞、以色列、秘魯、馬來西亞以及委內瑞拉銷售玉泉產品，香港、台灣、中國大陆上海和美國西部廣泛地區之玉泉產品亦由太古公司與可口可樂公司聯營之太古飲料生產。

## 歷史
1783年德國人Johann Jacob Schweppe於其瑞士實驗室首先根據英國人約瑟夫·普利斯特里之理論開發世上首套實際生產碳酸礦泉水之方法，並創辦玉泉公司；不久其公司移至英國倫敦，並成為1851年萬國工業博覽會飲品供應商。
1969年與吉百利合併，成為其旗下品牌。在香港曾標榜自己為英國皇室飲品而為人所知。2010年吉百利為卡夫收購，將其飲品品牌分拆，轉移至克里格胡椒博士名下。

## 外部連結
- Schweppes.com （页面存档备份，存于） - 官方網站